# 菅靖彦
菅 靖彦（すが やすひこ、1947年 - ）は、日本の翻訳家、自己啓発書作家、トランスパーソナル心理学者。岩手県花巻市生まれ。国際基督教大学人文学科卒業。日本トランスパーソナル学会顧問。別名・神宮寺祥。数多くの自己啓発書、翻訳を刊行している。

## 著書
- 『変性意識の舞台 新しいシャーマニズムのステージ』 青土社 1995.6
- 『心はどこに向かうのか トランスパーソナルの視点』 日本放送出版協会 1995.11 (NHKブックス)
- 『エクスタシー革命の光と闇』 八幡書店 1996.9
- 『涙のち微笑みを… 逆境の心理学』 世界文化社 1999.10
- 『涙がかわくまで… 逆境の心理学』 神宮寺祥 世界文化社 1999.5
- 『幸福への43の贈り物 オグ・マンディーノの世界』 世界文化社 2001.10
- 『自由に生きる創造的に生きる 本当の大人になるには』 日本放送出版協会 2004 (NHKシリーズ)
- 『自由に、創造的に生きる 「みんな、つながっている!」と実感する生き方』 風雲舎 2005.12
- 『賢者たちのスピリチュアルな言葉 魂に響く15人のメッセージ』 PHP研究所 2008.1

## 翻訳
- 『超/自然学 宇宙と意識のリズム』 /ローレンス・ブレア 平河出版社 1983.6 (Mind books)
- 『マジカル・チャイルド育児法 誰も知らなかった脳発達のプログラム』 /ジョセフ・チルトン・ピアス 高橋ゆり子共訳 日本教文社 1984.4
- 『意識のスペクトル 1-2』 ケン・ウィルバー 吉福伸逸共訳 春秋社 1985
- 『サイエンティスト 脳科学者の冒険』 ジョン・C・リリー 平河出版社 1986.10
- 『自己発見の冒険 1』 スタニスラフ・グロフ 吉福伸逸共訳 春秋社 1988.1
- 『意識の中心 内的空間の自叙伝』 ジョン・C.リリー 平河出版社 1991.1 (Mind books)
- 『バイオコンピュータとLSD』 ジョン・C.リリィ リブロポート 1993.4
- 『チベットの死者の書 サイケデリック・バージョン』/ ティモシー・リアリーら 八幡書店 1994.4
- 『バイオエナジェティックス 原理と実践』 アレクサンダー・ローエン 国永史子共訳 春秋社 1994.4
- 『深層からの回帰 意識のトランスパーソナル・パラダイム』 /スタニスラフ・グロフ,ハル・ジーナ・ベネット 吉田豊共訳 青土社 1994.8
- 『内的宇宙の冒険者たち 意識進化の現在形』 デビッド・ジェイ・ブラウン,レベッカ・マクレン・ノビック 八幡書店 1995.9
- 『宇宙感覚 科学と叡知の出会い』 J.ニードルマン 平河出版社 1995.4 (Mind books)
- 『大気圏外進化論』 ティモシー・リアリー リブロポート 1995.10
- 『免疫複合 流動化する身体と社会』 エミリー・マーチン 青土社 1996.10
- 『ベロボディアの輪 シベリア・シャーマンの智慧』 オルガ・カリティディ 角川書店 1997.5 のち文庫
- 『時を超えてとぶ鳥』 アン・バーリング 雲母書房 1997.5
- 『アートマン・プロジェクト 精神発達のトランスパーソナル理論』 ケン・ウィルバー 吉福伸逸,プラブッダ共訳 春秋社 1997.7
- 『自分の感情とどうつきあうか 怒りや憂鬱に襲われた時』 ジョン・ラスカン 河出書房新社 1998.9
- 『ソウルメイト、愛と親しさの鍵』 トマス・ムーア 平凡社 1998.5
- 『満たされるということ』 ロバート・A.ジョンソン,ジェリー・M.ルール 浦川加代子共訳 青土社 1999.12
- 『めざめて生き、めざめて死ぬ』 スティーヴン・レヴァイン 飯塚和恵共訳 春秋社 1999.10
- 『この世で一番の奇跡』 オグ・マンディーノ PHP研究所 1999.2
- 『パワー・オブ・フロー 幸運の流れをつかむ新しい哲学』 チャーリーン・ベリッツ,メグ・ランドストロム 河出書房新社 1999.4
- 『キケンなふたり 愛を救う5つの危機脱出作戦』 ゲリー・チャップマン 世界文化社 2000.7
- 『He神話に学ぶ男の生き方』 ロバート・A.ジョンソン 小金沢正子共訳 青土社 2000.10
- 『She神話に学ぶ女の生き方』 ロバート・A.ジョンソン 浦川加代子共訳 青土社 2000.10
- 『この世で一番の贈り物』 オグ・マンディーノ PHP研究所 2001.12のち文庫
- 『ずっとやりたかったことを、やりなさい。』 ジュリア・キャメロン サンマーク出版 2001.4
- 『男の子って、どうしてこうなの? まっとうに育つ九つのポイント』 /スティーヴ・ビダルフ 草思社 2002.3 のち朝日文庫
- 『言うことを聞かないのはどうしてなの? スピリッツ・チャイルドの育て方』 メアリー・シーディ サンマーク出版 2002.12
- 『この世で一番の奇跡』 オグ・マンディーノ PHP研究所 2003.3
- 『男の人って、どうしてこうなの?』 スティーヴ・ビダルフ 草思社 2003.3 「おれって、どうしてダメなの?」朝日文庫
- 『口だけ男と夢みる女 コミットメント恐怖症男にハマらないための12のルール』 /スティーヴン・カーター,ジュリア・ソコル 光文社 2003.12
- 『子どもを叱らずにすむ方法おしえます お母さんがラクになる新しいしつけ』 スティーヴ・ビダルフ 草思社 2004.5のち朝日文庫
- 『しあわせと成功の鍵』 ソフトバンクパブリッシング 2004.11 (ジェームズ・アレン全集 ; 1)
- 『セルフコントロールの奇跡』 ソフトバンクパブリッシング 2004.11 (ジェームズ・アレン全集 ; 2)
- 『心にまく種、心に咲く花』 ソフトバンクパブリッシング 2004.11 (ジェームズ・アレン全集 ; 3)
- 『幸運と成功の軌跡』ソフトバンクパブリッシング 2004.12 (ジェームズ・アレン全集 ; 4)
- 『幸せへの切なる願い 36の聖なる希望のことば』 マックス・アーマン 2004.12 (PHP文庫)
- 『揺るぎないしあわせの道』 ソフトバンクパブリッシング 2005.2 (ジェームズ・アレン全集 ; 5)
- 『生きるための礎』 ソフトバンクパブリッシング 2005.2 (ジェームズ・アレン全集 ; 6)
- 『しあわせをつかむ至高の思い』 ソフトバンクパブリッシング 2005.4 (ジェームズ・アレン全集 ; 7)
- 『人生を変える心の鍛錬』 ソフトバンクパブリッシング 2005.6 (ジェームズ・アレン全集 ; 8)
- 『未来を切り開く永遠の叡知』 ソフトバンクパブリッシング 2005.7 (ジェームズ・アレン全集 ; 9)
- 『すばらしい人生のはじまりに』 ソフトバンクパブリッシング 2005.8 (ジェームズ・アレン全集 ; 10)
- 『上手な恋の忘れ方』 ロンダ・フィンドリング PHP研究所 2006.1
- 『顔は口ほどに嘘をつく』 ポール・エクマン 河出書房新社 2006.6
- 『子どもに言った言葉は必ず親に返ってくる 思春期の子が素直になる話し方』 ハイム・G.ギノット 草思社 2006.6
- 『子どもの「遊び」は魔法の授業』 キャシー・ハーシュ=パセック,ロバータ・ミシュニック・ゴリンコフ,ダイアン・アイヤー アスペクト 2006.7
- 『病をよせつけない心と身体をつくる 直観医療からのメッセージ』 /クリステル・ナニ 草思社 2007.8
- 『子育て「愛ことば」』 フォスター・クライン,ジム・フェイ 三笠書房 2007.9
- 『ザ・マスター・キー』 /チャールズ・F.ハアネル 河出書房新社 2007.10
- 『子どもにいちばん教えたいこと 将来を大きく変える理想の教育』 レイフ・エスキス 草思社 2007.11
- 『ジャック・キャンフィールドの「引き寄せの法則」を生かす鍵』 D.D.ワトキンス PHP研究所 2008.4
- 『戦略的グズ克服術』 ナウ・ハビット /ネイル・A.フィオーレ 河出書房新社 2008.4
- 『引き寄せの法則の本質 自由と幸福を求めるエイブラハムの源流』 エスター&ジェリー・ヒックス ソフトバンククリエイティブ 2008.8
- 『成功の科学 正しく望めば、叶えられる』 ジェームズ・アーサー・レイ PHP研究所 2008.9
- 『いつでも引き寄せの法則 願いをかなえる365の方法』 エスター&ジェリー・ヒックス ソフトバンククリエイティブ 2008.10
- 『「気づき」の物語 奇跡はあなたにも起こる』 ケン・ロバーツ PHP研究所 2008.12
- 『宇宙のマニュアル 偽りの限界を解き放つ「信念」の癒しパワー』 /グレッグ・ブレイデン ソフトバンククリエイティブ 2009.4
- 『教師としていちばん大切なこと』 レイフ・エスキス PHP研究所 2009.6
- 『子どもはなぜ嘘をつくのか』 ポール・エクマン 河出書房新社 2009.7
- 『学力は感覚教育で飛躍的に伸びる 子どもの能力をひきだすために親ができる最高の教育』 キャサリン・シュマン・シュナイダー 堤康一郎共訳 河出書房新社 2009.9
- 『苦しみを選ぶ「勇敢な魂」病気、障害、事故、愛する人の死は、生まれる前に決まっていた』 ロバート・シュワルツ ソフトバンククリエイティブ 2009.9
- 『いま、目覚めゆくあなたへ 本当の自分、本当の幸せに出会うとき』 マイケル・A.シンガー 風雲舎 2010.4
- 『たった1分間で相手を引きつける話し方13のテクニック』 / アラン・ガーナー 飛鳥新社 2010.5
- 『心の疲れがとれる本』 カレン・サーマンソン 市川哲男共訳 PHP研究所 2010.12
- 『なぜあの人からつい「買ってしまう」のか』 ケビン・ホーガン,ジェームス・スピークマン 三笠書房 2011.2
- 『願いを叶える7つの呪文"言葉"を使った引き寄せレボリューション』ウィリアム・グラッドストーン,リチャード・グレニンガー,ジョン・セルビー ソフトバンククリエイティブ 2011.3